# Sardigna Natzione

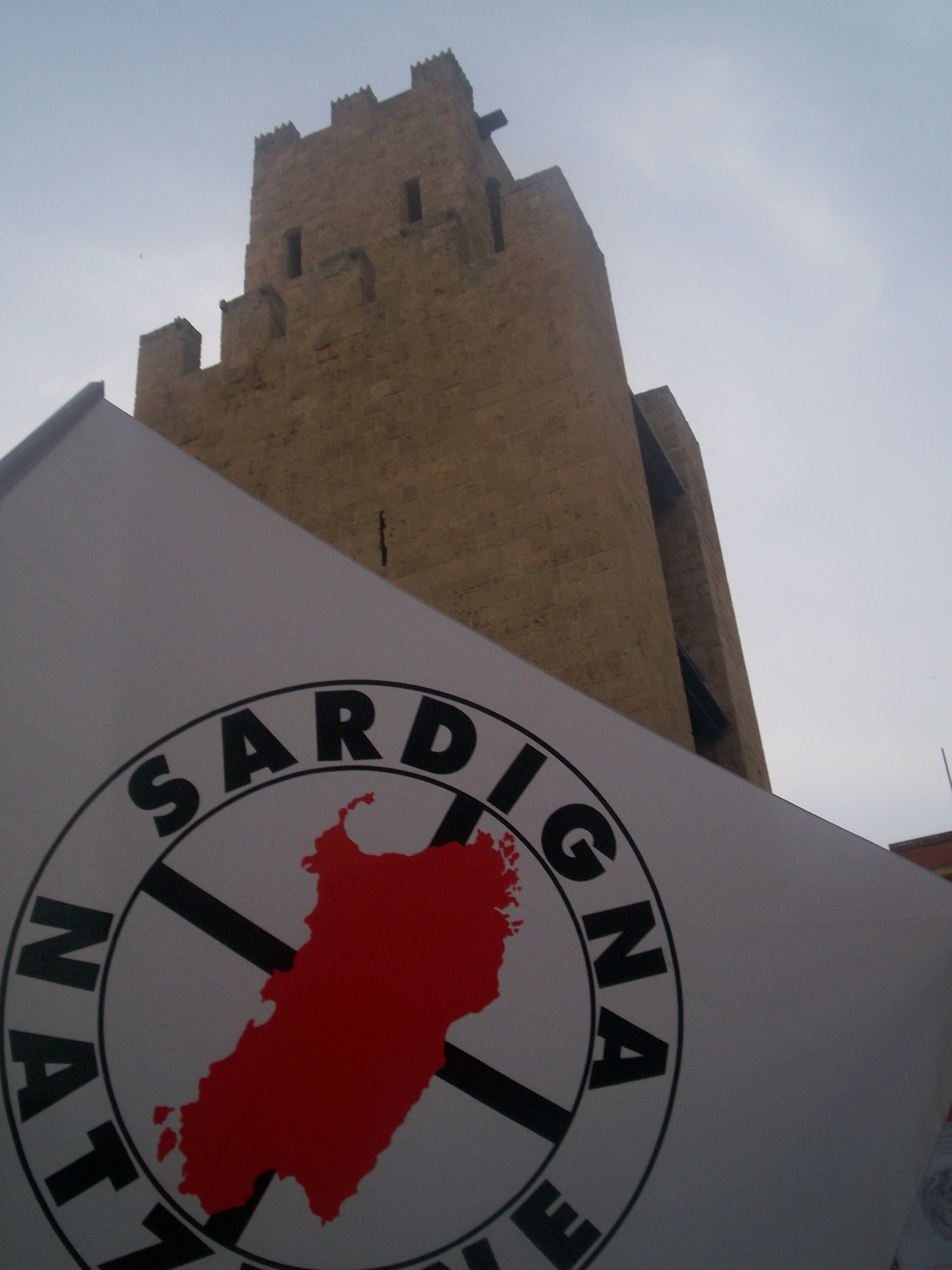
Bandera del movimiento.

Sardigna Natzione (en sardo: Cerdeña Nación) es un partido político independentista de la isla de Cerdeña, en Italia. Su líder histórico es Bustianu Cumpostu.

## Programa
El partido se caracteriza por utilizar exclusivamente el idioma sardo en todos sus actos y comunicados internos oficiales, dejando el italiano únicamente para las comunicaciones externas y en algunos debates políticos. También promueve la extensión en el uso de la limba sarda comuna, variante institucional del sardo. También exige un referéndum para eliminar del territorio de Cerdeña la energía nuclear, e ideológicamente se muestra próximo al ecosocialismo y al internacionalismo.

## Historia
El partido fue fundado por Anghelu Caria en 1994, como continuación del Partido Sardo Independentista, del cual Caria fue líder y fundador. Tras la muerte repentina de Caria, Bustianu Cumpostu fue elegido nuevo líder tras vencer en primarias a Gavino Sale, quien había encabezado el ala izquierdista del partido durante cinco años, antes de marcharse en 2001.
En las elecciones generales de 1996 la formación independentista obtuvo el 4,3% de los votos en las circunscripciones de un solo escaño (11,6% en Tortolì y 9,6% en Iglesias), pese a estar presente en solo diez de las catorce circunscripciones, y el 2,3% en representación proporcional, dada la competencia con el Partido Sardo de Acción, que obtuvo un 3,8%.
En las elecciones regionales de 1999 el partido obtuvo su mejor resultado, con Cumpostu recibiendo el 5,8% de los votos para presidente, mientras el PSd'Az obtuvo un 8,3% con Franco Meloni como candidato. Sin embargo, debido a que Cumpostu no logró superar el mínimo del 6% y las listas del partido no obtuvieron más de 1,8% de los votos, el partido no logró entrar en el Consejo Regional.
Tanto para las elecciones generales de 2001 como para las regionales de 2004, SN formó una alianza con el PSd'Az. Esto llevó a Sale, que rehusaba cualquier colaboración con partidos que consideraba no estaban suficientemente comprometidos con la causa independentista, y a su facción a abandonar el partido en 2001 para formar Independencia República de Cerdeña (iRS). En las elecciones el electorado sardista estaba muy fragmentado (también por la presencia de la Unión Democrática Sarda, que concurría en una plataforma "nacionalista") y la mayoría de los antiguos votantes de SN votaron a Sale para presidente regional (1,9%) y la lista del partido iRS (0,7%), mientras que solo una minoría mantuvo su voto a SN (0,4%).
Sardigna Natzione obtuvo el 1,1% de los votos en las elecciones generales de 2006 y el 0,7% en 2008. En las elecciones regionales de 2009 el partido formó una alianza de izquierdas "nacionalista" con A Manca pro s'Indipendentzia, un partido comunista e independentista, y otros grupos separatistas minoritarios, pero solamente obtuvo el 0,5% de los votos, mientras que el iRS de Sale obtuvo el 3,1% de los sufragios.
En las elecciones regionales de 2014 el partido trató infructuosamente de unirse a la coalición encabezada por Michela Murgia (centrado en el Proyecto República de Cerdeña), junto a otros partidos independentistas, y finalmente decidió no concurrir a las elecciones.